# Glycifohia
Glycifohia är ett fågelsläkte i familjen honungsfåglar inom ordningen tättingar: Släktet omfattar två arter som förekommer i Vanuatu och på Nya Kaledonien:
- Hökhonungsfågel (G. undulata)
- Svartkronad honungsfågel (G. notabilis)

Arterna i släktet inkluderas ofta i Gliciphila.